# Pieter Rumaropen
Edison Pieter Rumaporen (nacido en Biak Numfor Regency, Papúa, Indonesia) es un jugador de fútbol indonesio que juega el equipo de dicho país Persiwa Wamena. Su posición es mediocampista.
En el 21 de abril de 2013, Rumaporen agredió al árbitro que había cobrado un penal en contra de su equipo Persiwa Wamena. El colegiado abandonó el campo herido de su nariz. Pieter fue expulsado y luego de ese episodio y la Asociación de Fútbol de Indonesia decidió no dejarlo participar en competencias oficiales del fútbol nunca más.
- Datos: Q7192821